# アルバニア

アルバニア共和国
Republika e Shqipërisë

国の標語：Ti Shqipëri, më jep nder, më jep emrin Shqipëtar（アルバニア語）
汝、アルバニアは我に名誉、そしてアルバニア人の名をもたらす
国歌：Hymni i Flamurit（アルバニア語）
国旗への賛歌

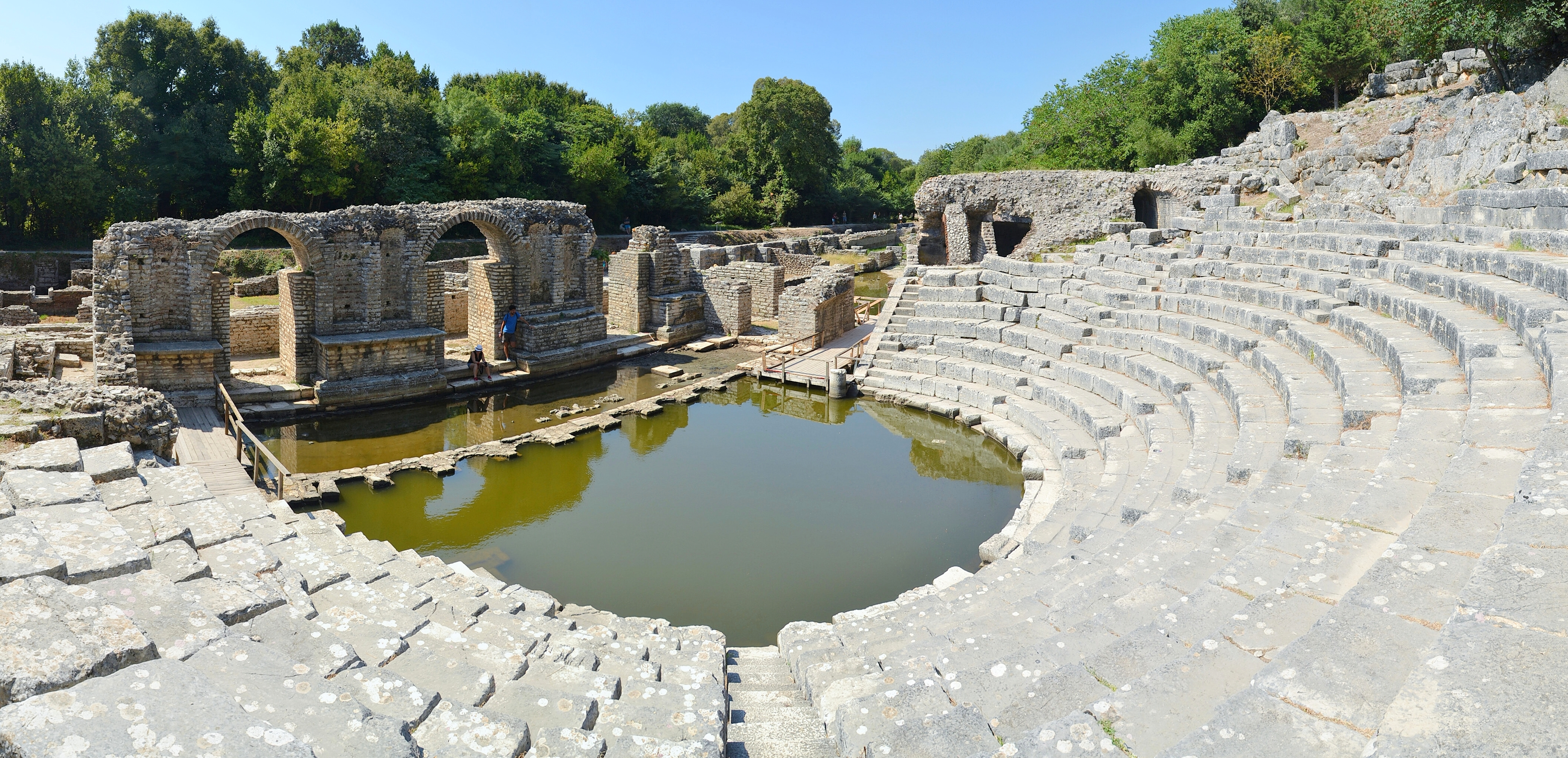
アルバニアの最南端にある世界遺産のブトリント遺跡。

アルバニア共和国（アルバニアきょうわこく、アルバニア語: Republika e Shqipërisë）、通称アルバニアは、東南ヨーロッパのバルカン半島南西部に位置する共和制国家。首都はティラナ。
西はアドリア海に面し、対岸はイタリアである。北はモンテネグロ、北東はコソボ（コソボを独立国と認めない立場からすればセルビア）、東は北マケドニア、南はギリシャと国境を接する。

## 概要
同国はヨーロッパにおける宗教の特色が色濃い地域の一つとして知られている。
宗教の信者数はオスマン帝国支配などの歴史的経緯から、イスラム教徒である国民が大半を占め、欧州で唯一のイスラム協力機構正規加盟国でもあるが、信仰形態は非常に世俗的である。
また、キリスト教の正教会やカトリックの信者も少なくない。

オスマン帝国時代アルバニア系人の旗（1453–1793）

## 国名
正式名称はアルバニア語でRepublika e Shqipërisë（アルバニア語発音: [ɾɛpuˈblika ɛ ʃcipəˈɾiːsə] レプブリカ・エ・シュチパリサ）、通称はShqipëri（不定形）/Shqipëria（定形）（[ʃcipəˈɾi, ʃcipəˈɾiːa] シュチパリ、シュチパリア）。
公式の英語表記はRepublic of Albania（[rɪˈpʌblɪk əv  ælˈbeɪniə, ɔːlˈbeɪniə] リパブリク・オヴ・エルベイニア、オールベイニア）、通称はAlbania（エルベイニア、オールベイニア）。
日本語の表記はアルバニア共和国、通称はアルバニア。漢字による当て字は、阿爾巴尼亜。
シュチパリアとはアルバニア語で「鷲（Shqiponja）の国」を意味し、アルバニア人が鷲の子孫であるという伝説に由来する。これに対し、他称の「アルバニア」はラテン語の「albus（白い）」が語源とされ、語源を同じくするアルビオンと同様アルバニアの地質が主に石灰岩質で白いことから「白い土地」と呼んだことに由来している。

## 歴史
古代にはイリュリアと呼ばれた。紀元前1000年ごろから、インド・ヨーロッパ語族に属する言語、イリュリア語を話すイリュリア人が住むようになった。イリュリア人は南方の古代ギリシア文化の影響を受け、またいくつかのギリシャ植民地が建設された。
前2世紀にはローマ帝国の支配下となり、東西ローマの分裂においては東ローマ帝国に帰属した。

### オスマン帝国領時代
14世紀以降、東ローマ帝国の衰退とともに、幾つかの国に支配された後、オスマン帝国による侵攻が始まる。スカンデルベクにより、一時的に侵攻は阻止され、独立が守られるが、1478年にはオスマン帝国の完全支配下に入った。以降、400年間にわたるオスマン帝国支配の下、アルバニアにおける風俗や風習は多大な影響を受けることとなった。特に地主をはじめとする支配階級によるキリスト教からイスラム教への改宗が相次いだため、同じオスマン帝国支配下にあったブルガリアなどとは異なり、現在アルバニア人の半数以上がムスリムであるといわれる（もっとも、アルバニア人の多くはキリスト教徒から改宗した出自のためか、現在も家にイコン画を飾る風習など、正教会やカトリックとの共通点を多く持つ）。

提案されたアルバニア公国の国境線（1912年 - 1914年）

長期にわたるオスマン帝国の支配の影響から「アルバニア人」意識の形成が遅れたが、19世紀末には民族意識（ナショナリズム）が高揚し、1878年のプリズレン連盟（アルバニア国民連盟、プリズレンは現在のコソボにある都市の名）結成以降は民族運動が相次いだ。

### 独立
第1次バルカン戦争の途中、1912年にイスマイル・ケマルらがオスマン帝国からの独立を宣言する。しかし、列強に独立は認められたものの、国境画定の際にコソボなど独立勢力が「国土」と考えていた地の半分以上が削られた（「大アルバニア」を参照）。1914年にドイツ帝国の貴族ヴィート公子ヴィルヘルム・ツー・ヴィートを公に迎え、アルバニア公国となったものの、第一次世界大戦で公が国外に逃亡したまま帰国しなかったため、無政府状態に陥った。
1920年には君主不在のまま摂政を置く形で政府は再建されたが、その後も政情は不安定であり、1925年には共和国宣言を行いアフメド・ゾグーが大統領に就任した（アルバニア共和国）。
その後、ゾグーは1928年に王位についてゾグー1世を名乗り、再びアルバニアには君主政のアルバニア王国が成立した。
1939年4月7日、アルバニアに上陸したイタリア軍は簡単な戦闘の後、
全土に進駐し、ゾグーは王妃と共に亡命した（イタリアのアルバニア侵攻）。イタリア王国との同君連合という形で国王にはイタリアの国王が即位し、親伊派の傀儡政権が置かれた。第二次世界大戦時の1940年にはイタリアによるギリシャ侵攻（ギリシャ・イタリア戦争、ギリシャの戦い）によって南部の各地域が激戦地となった。翌1941年には、イタリアは同じ枢軸国であるナチス・ドイツなどとともに、アルバニア北隣のユーゴスラビアに侵攻。独ソ戦も始まり、バルカン半島全体が戦場となった。1943年にイタリアが連合国に降伏すると、アルバニアはドイツ軍によって占領された。

### マルクス・レーニン主義時代
1944年11月29日、アルバニアのパルチザンとソビエト連邦軍による全土解放が行われ、アルバニア共産党を中心とした社会主義臨時政府が設立された。
1946年1月11日には王政廃止とアルバニア人民共和国設立を宣言、エンヴェル・ホッジャを首班とする共産主義政権が成立した。1948年、アルバニア共産党はアルバニア労働党と改名した。同年、ユーゴスラビア社会主義連邦共和国がコミンフォルムを脱退したことに伴い、ユーゴスラビアと断交した。

社会主義時代の国旗

1992年 - 1998年の国章

ホッジャ政権は1961年以降、スターリン批判を行ったソビエト連邦を「修正主義」と名指しで非難し、ソ連もニキータ・フルシチョフが第22回ソ連共産党大会においてアルバニアを批判するも、出席していた中華人民共和国の周恩来はアルバニアを擁護し、中ソの路線の違いが鮮明になる。

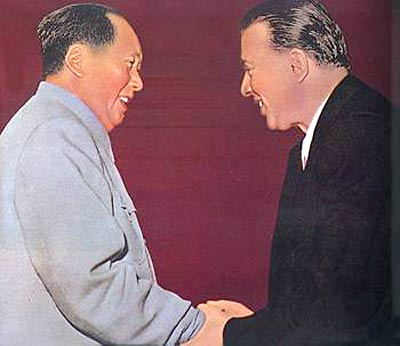
毛沢東とエンヴェル・ホッジャ

ソ連と対立していた中華人民共和国に接近して大規模な援助を受け、この時期のアルバニア軍は、兵士が中国人民解放軍の六五式軍服に類似した軍服を着用し、中国製の56式自動歩槍とそのコピーのASh-78を制式小銃に採用して59式戦車やJ-6戦闘機なども配備されるなど、当時のワルシャワ条約機構軍を構成する周辺諸国と比較しても異様な軍隊となる。1968年にはワルシャワ条約機構を脱退すると、実質的にソ連を仮想敵国とした極端な軍事政策を取った。領土問題を抱えていた隣国ユーゴスラビアとも、チトー大統領を「チトー主義者」であると規定し、激しく対立していた。国民ほとんどに行き渡る量の銃器を保有する国民皆兵政策は、現在の治安状態に暗い影を落としている。また1967年に中国のプロレタリア文化大革命に刺激されて「無神国家」を宣言、一切の宗教活動を禁止した。更に、1976年からは国内全土にコンクリート製のトーチカ（石灰石は国内で自給できる数少ない鉱産資源のひとつである）を大量に建設し、国内の武装体制を強めた。ホッジャの在任中、50万以上のトーチカが建設され、現在でも国内に僅かに残っている。1970年代には核戦争を想定して、ティラナ東方の山腹に部屋106室、広さ2,685平方メートルの大型核シェルターが建設された。一方で農業や教育を重視して識字率を5%から98%に改善して食糧の自給も達成していた。同年、国号を「アルバニア社会主義人民共和国」へ改称した。
1976年に毛沢東主席の死によって中国で文化大革命が終息し、1978年に鄧小平が改革開放路線に転換するとホッジャは中国を批判した（中ア対立）。当時の経済状況から決して多くなかった中国の援助もなくなり、1980年代には、欧州の最貧国とまで揶揄されるに至った。当時の西欧各国の左派政党が採択していたユーロコミュニズム路線や隣国ユーゴスラビアのチトー主義、更に社会主義国でも同様の独自路線を行っていたルーマニアや北朝鮮 すらも批判したホッジャは「アルバニアは世界唯一のマルクス・レーニン主義国家である」と宣言し、事実上アルバニアの鎖国とも言える状況 を招いた。体制の引き締めを狙って政府高官の粛清も行われ、ホッジャに次ぐナンバー2の権力の地位にあったメフメット・シェフー首相は、1981年不可解な自殺を遂げている。
上記のように国際的な孤立を深める一方で、「ホッジャ主義」と呼ばれる独自の理論を掲げたアルバニア労働党とその支持者たちは、主に第三世界の左派において大きな位置を占めていた毛沢東主義者に対して、イデオロギー的に勝利することに成功した。日本共産党（左派）、ブラジル共産党、コロンビア人民解放軍のようにホッジャの思想に共鳴し、一時的ながら毛沢東主義より転向する勢力も現れた。
1989年から全国的に反政府デモが続発し、ホッジャの後継者のラミズ・アリアが1990年から徐々に開放路線に転化を開始した。当時の情勢については「ソビエト連邦の崩壊」「東欧革命」「ユーゴスラビア紛争」も参照。
なお、この間に、それまで外交関係がなかった日本国との国交を1981年に樹立している。

### アルバニア共和国
1991年に国名を「アルバニア共和国」に改称した。アリアは経済の開放とともに政党結成を容認したが、国内の混乱を抑えられず、1992年の総選挙でアルバニア民主党が勝利し、戦後初の非共産政権が誕生した。民主化後のサリ・ベリシャ政権は、共産主義時代の残滓の清算や市場主義経済の導入、外国からの援助導入などを政策化し、国際社会への復帰を加速させた。しかし、市場主義経済移行後の1990年代にネズミ講が流行し、1997年のネズミ講の破綻で、国民の3分の1が全財産を失い、もともと脆弱を極めたアルバニアの経済は一瞬で破綻した（アルバニアのネズミ講）。多くの市民が抗議のために路上に繰り出し、詐欺から国民を守ることができなかった政府への不満から暴徒化し、これによって政権が転覆し、無秩序状態となるという暴動が発生した（1997年アルバニア暴動）。暴動の発生を受け、暴動収束のための妥協案として同年中に総選挙が実施され、アルバニア労働党を前身とするアルバニア社会党が与党となり、一応の沈静化を見せたものの、未だ尾を引いているともいわれている。2005年9月の総選挙でアルバニア民主党が56議席を確保し比較第一党となり、18議席を確保した国民戦線、4議席の環境農民党・2議席の人権党連合と連立を組んで民主党のサリ・ベリシャを再び政権に送り込んだ。社会党は42議席を獲得し、最大野党となった。
2007年の大統領選出は立候補がなく、5回期限が延長された。サリ・ベリシャは、大統領選挙を直接選挙制にすべきだとの声明を出したが、2007年の大統領選挙には間に合うものではなかった。社会党党首のエディ・ラマは総選挙を行った上で民意を反映すべきだとしたが、世論はこれを支持しなかった。
結局、民主党副議長のバミール・トピと社会党前党首のファトス・ナノが立候補を表明したが、社会党はナノを支持せず、欠席戦術を用いた。トピがいずれの選挙でも勝利したものの、得票数が定数に満たないために就任できなかった。また、第3回の選挙には、民主同盟党のネリタン・セカが出馬し、票を得たものの、第4回の選挙では議会空転を終結させるため立候補を取りやめ、トピを支持した。その結果、出席90名、得票85票でバミール・トピは大統領に選出された。この後、ファトス・ナノは社会党を離党し、連帯行動党を結党した。
2009年4月28日、ベリシャ首相はプラハを訪問し、欧州連合 (EU) 議長国チェコのミレク・トポラーネク首相にEU加盟を申請した。2014年6月よりEU加盟候補国。

## 政治

### 行政

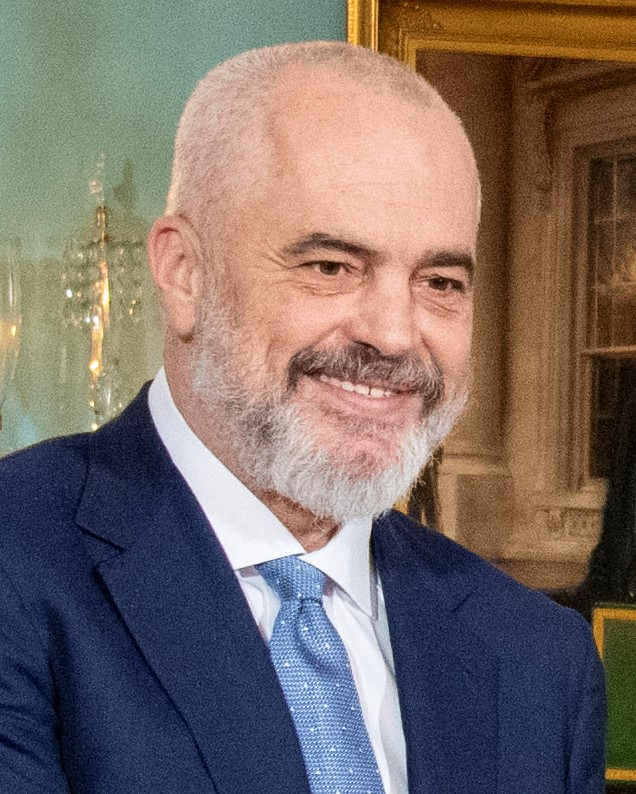
ラマ首相

国家元首は大統領で、任期は5年、議会における間接選挙によって選出される。大統領選挙の投票は最大で5回実施され、最初の3回は当選するのに6割の得票を要するが、以降は過半数でよい。また、首相は大統領により任命され、閣僚は首相の推薦の下で大統領が指名するが、最終的に議会からの承認も得る必要がある。

### 立法
立法府たるアルバニア議会は、一院制で任期4年、全140議席である。うち、100議席は小選挙区制、40議席は比例代表制によって選出される小選挙区比例代表並立制。

### 政党
アルバニア労働党（1991年に社会党に党名変更）が冷戦期を通じて一党独裁を行う共産主義体制だったが、1990年より東欧民主化の影響を受けて、対外開放や複数政党制の導入などの民主化を始めた。1991年の初総選挙では社会党が連立によって政権を維持したものの、翌1992年3月の総選挙でアルバニア民主党を中心とした勢力が大勝利を収めた。これを受けて、第一書記から大統領となったラミズ・アリアはその職を辞任。民主党のサリ・ベリシャが第2代大統領として選出された。1996年に再選。

現在の国旗

1997年1月国民の大半が加入していたねずみ講会社の破産を原因としてアルバニア暴動が発生。6月の議会選挙の結果を受け、7月にサリ・ベリシャは辞任。社会党のレジェプ・メイダニを大統領として、社会党政権が成立した。2001年の総選挙では社会党は73議席を獲得し、6割を確保できなかったため、大統領には民主党のアルフレッド・モイシウが就任したが、依然として社会党内閣が続いた。
現在、アルバニアにはアルバニア社会党、アルバニア民主党、緑の党、社会民主党、人権党連合など十数の政党がある。
2012年にはギリシャの極右政党「黄金の夜明け」とつながりがあるとされ、コソボとの連合国家形成を主張する極右政党「赤黒連合」が結成された。2013年6月の総選挙で同党は、投票総数の0.59%にあたる1万196票を得たが、議席の獲得はできなかった。

## 国際関係
鎖国状態から対外開放に転じた1990年代以降、先進諸国や国際機関との関係拡大を進めてきた。2009年に北大西洋条約機構（NATO）に加盟し、EU加盟を目標としていた。フランスやオランダ、デンマークなどはバルカン半島諸国がEUに加盟することで移民が西欧諸国に流入しやすくなり、移民反対を掲げる政党が増長しかねないという懸念からアルバニアや北マケドニアの加盟交渉入りに反対し続けたものの、2020年2月に欧州委員会が加盟交渉の改革案を提示したことでフランスなどが態度を軟化させ、同年3月24日に加盟交渉入りすることが決定した。2021年には、同国初となる国際連合の安全保障理事会非常任理事国に選ばれた。任期は2022年からで2年間務める予定である。
ヨーロッパの中ではアドリア海対岸の隣国イタリアとの経済的結びつきが強く、主要な貿易相手国の一つである。2019年11月には、政治的判断によりペルシア湾でイランなどを警戒するアメリカ主導の有志連合に参加した。2022年9月にはイランとの断交を発表した。
アルバニア人が多数を占めるコソボの国造りと、コソボ承認国を増やすための支援を行っている。

### 日本との関係
駐日アルバニア大使館
- 住所：東京都中央区築地六丁目4-8 北國新聞ビル4階
- アクセス：東京メトロ日比谷線築地駅1番出口、もしくは都営地下鉄大江戸線築地市場駅A1出口

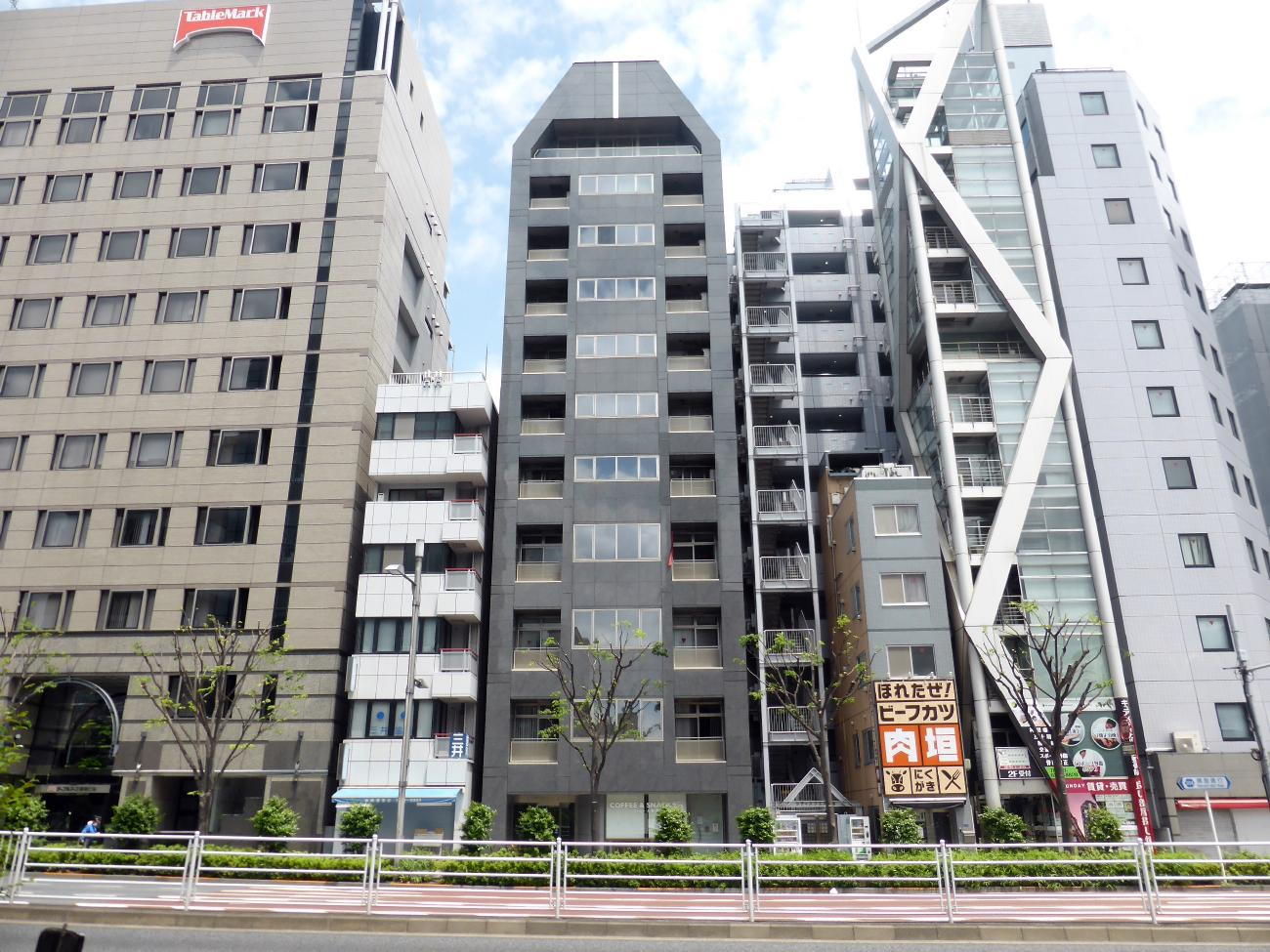
アルバニア大使館が入居するビル全景
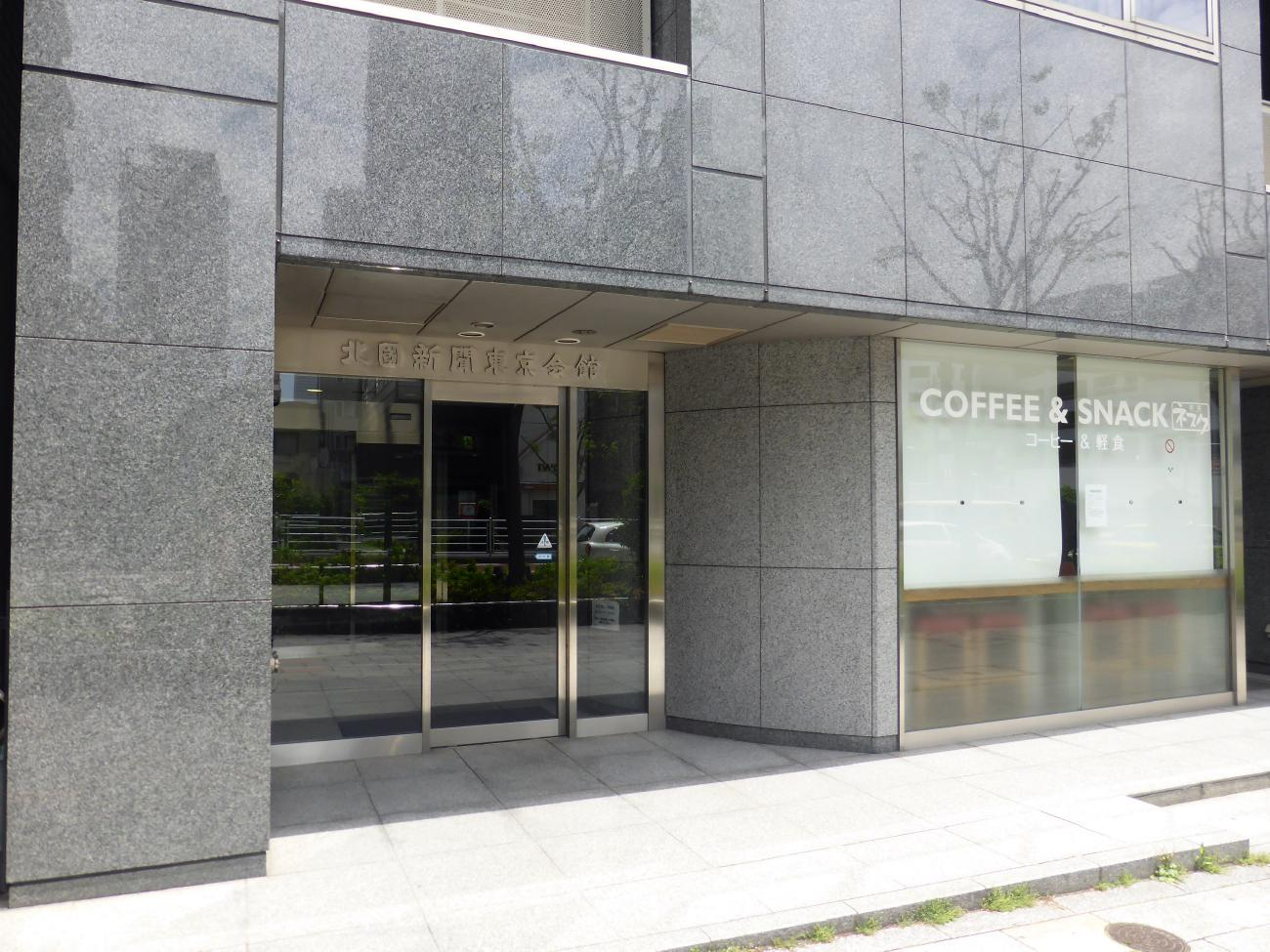
北国新聞東京会館にアルバニア大使館が入居
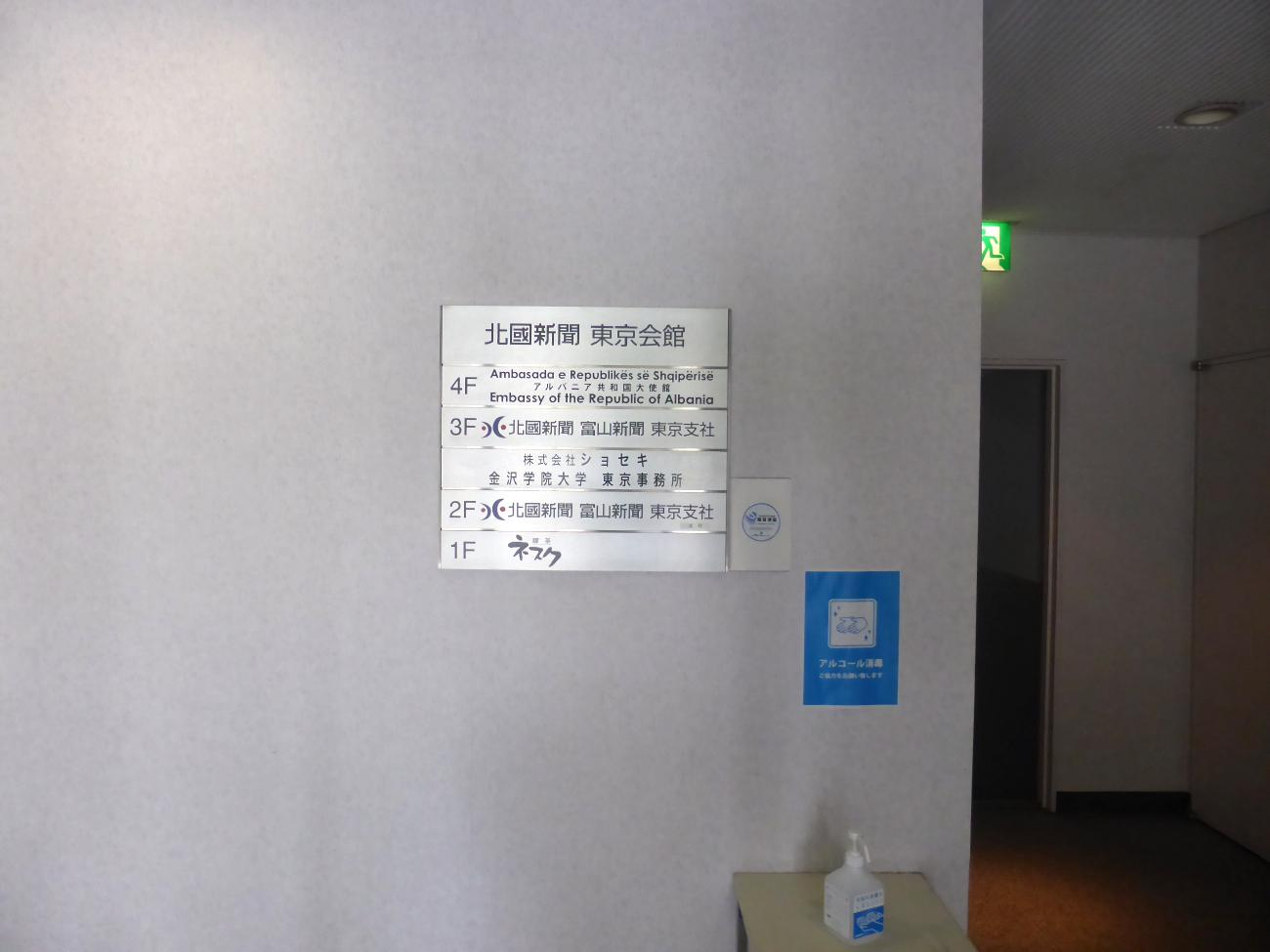
アルバニア大使館は4F
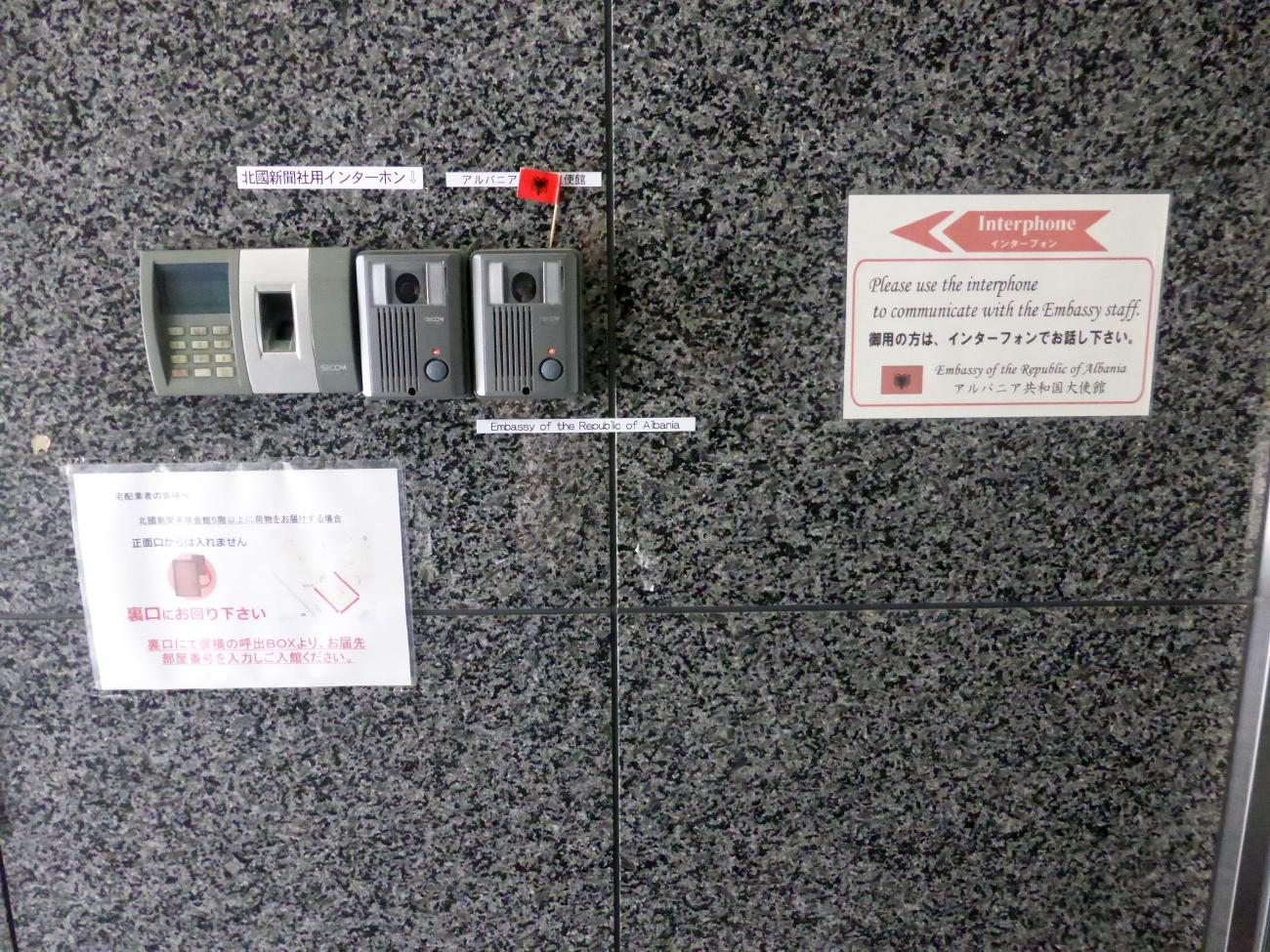
アルバニア大使館専用インターフォン

## 地理

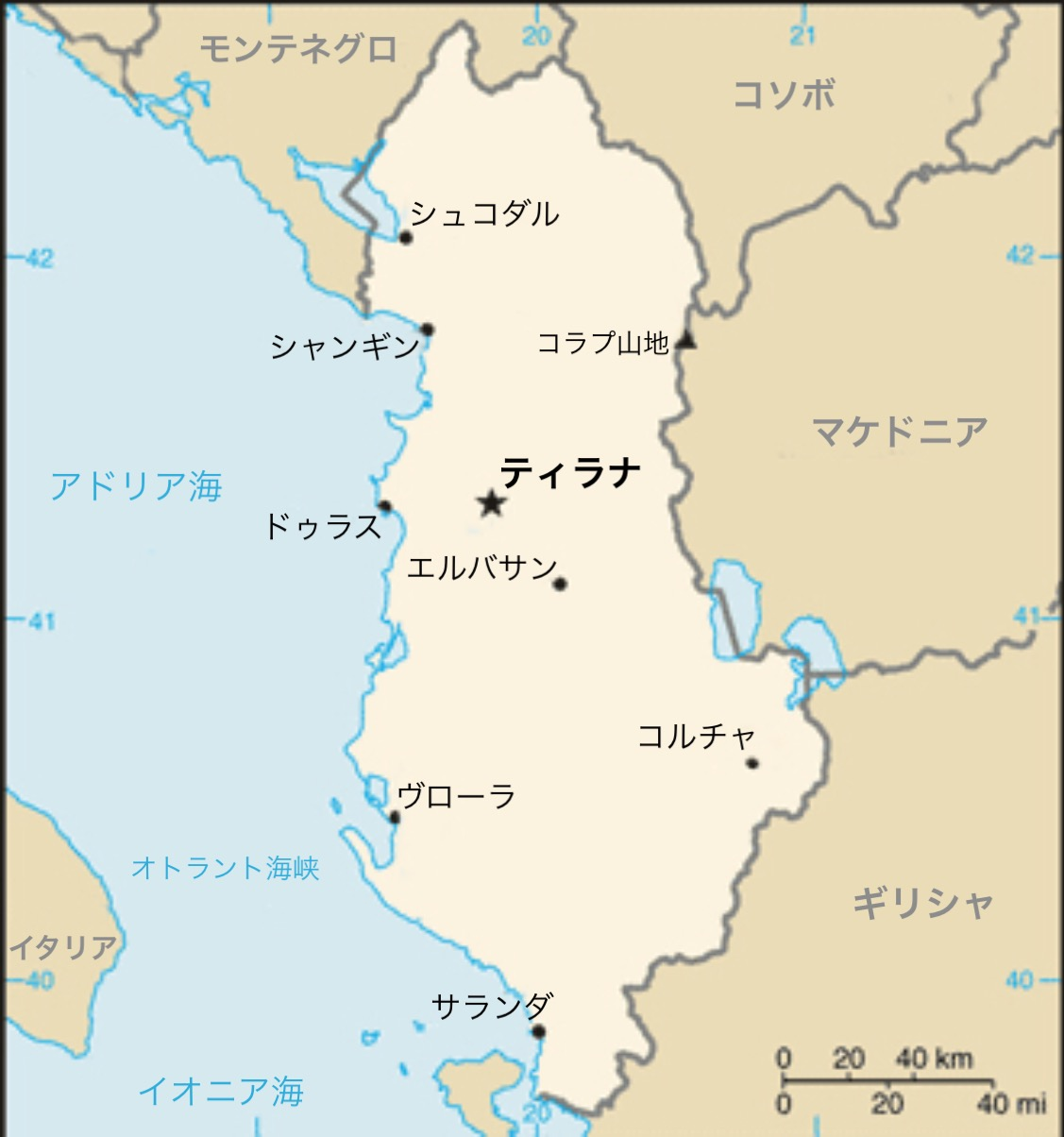
アルバニアの地図。

アルバニアの国土は最大で南北が約340キロメートル、東西が150キロメートルである。海岸部の平野以外は起伏があって山がちな地形が多く、国土の約7割が海抜高度300メートル以上である。モンテネグロ、セルビア、北マケドニア共和国との国境地帯にはディナラ・アルプス山系の2,000メートル級の山々が列を成しており、一番高い山はディブラ県にあるコラプ山で、2,753メートルに達する。
海岸付近は典型的な地中海性気候（Csa）で降雪は珍しい。年間降水量は1,000ミリメートルを超える。夏の最高気温は30℃以上となる。また、国土の北西はモンテネグロにまたがりバルカン半島最大の湖であるシュコダル湖（約360平方キロメートル）に面しており、南東部にはオフリド湖、プレスパ湖がある。オフリド湖が源のドリン川が約280キロメートルにわたって国内を流れ、シュコドラ州で数本の水流に分かれてアドリア海に注いでいる。国土の約40%が森林で、ブナや松などが多い。

## 地方行政区分
アルバニアは12の州 (qark)、61の基礎自治体 (komuna) に分けられる。

### 主要都市
首都のティラナ以外の主要な都市としてはドゥラス、エルバサン、シュコドラ、ギロカストラ、ヴロラ、コルチャ、ブローラ、サランダなどがある。

## 経済

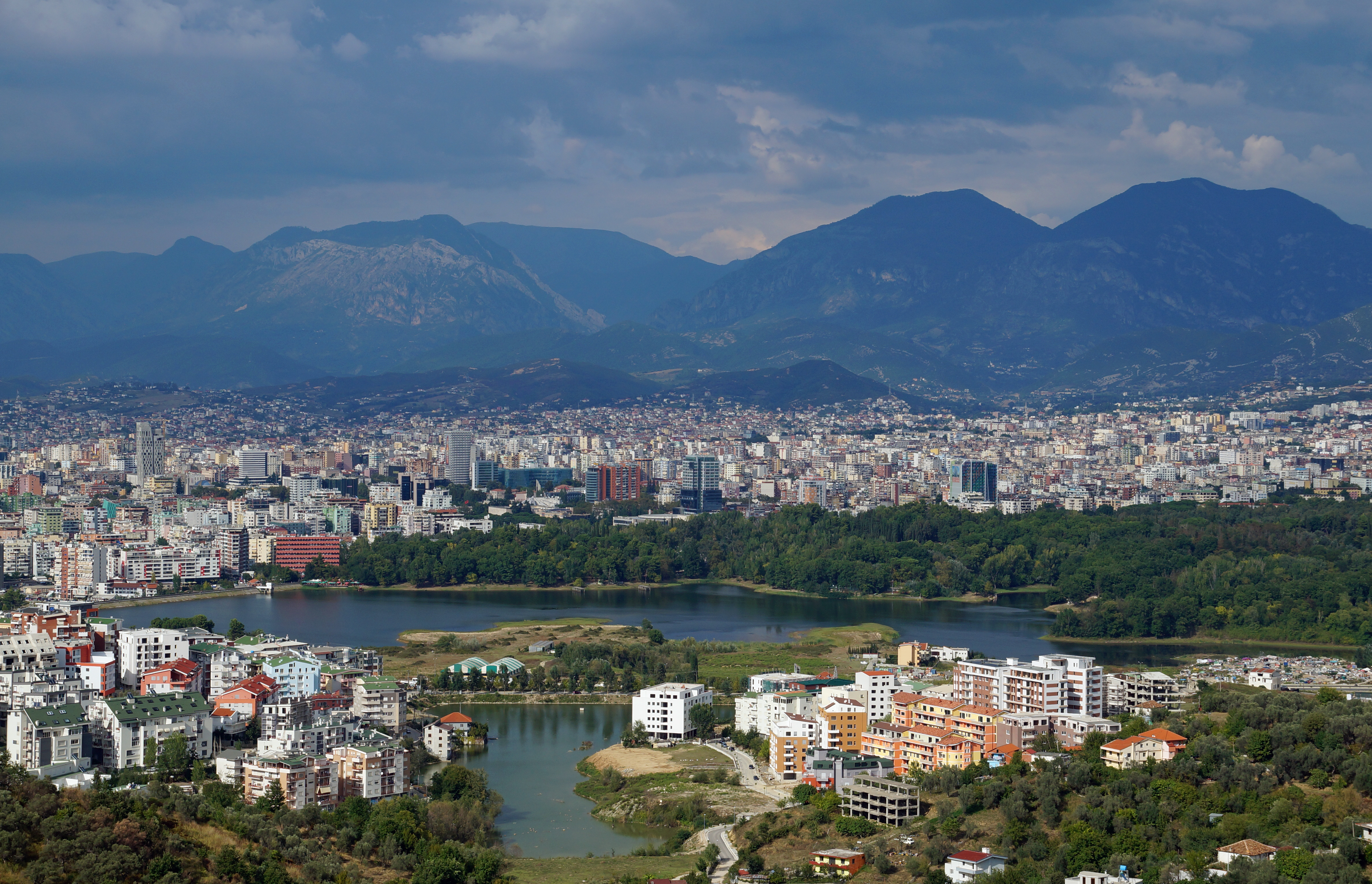
ティラナ

IMFの統計によると、2013年のアルバニアの名目GDPは127億ドルである。1人あたり4,565ドルで、これは世界平均の40%ほどの水準であるが、バルカン半島では最下位に位置している。
上述したように、アルバニアは第二次世界大戦後に米ソ両陣営と距離を置き、1978年から完全な鎖国状態となった。経済は低調で、長年欧州最貧国の扱いを受けていた。国民は皆貧しく、ある意味では平等な状態にあった。
1990年代に市場経済が導入された際には、投資会社という名目でねずみ講が蔓延した。ねずみ講は通常、新規参入者がいなくなった時点で資金が集まらなくなり、配当ができなくなることによって破綻する。しかしアルバニアの場合、集めた資金で武器を仕入れ、ボスニア・ヘルツェゴビナ紛争の紛争当事者へ売り払うことによって収入を得、配当を行っていた。他に、国民の半分がはまったと言われるまでにねずみ講が蔓延した理由としては、社会主義国家で鎖国状態であったために、国民に市場経済の金融・経済についての教育が行われず、国民が「投資とはこんなものだ」と思い、ねずみ講の危険性に気づかなかったことも挙げられる。また、武器の購入を通じて麻薬などの組織犯罪（アルバニア・マフィア）とも深く関わりを持つこととなり、汚職が蔓延した。ねずみ講投資会社は、ボスニア・ヘルツェゴビナ紛争の終結とともに破綻した。
その後は経済回復を続け、2000年に世界貿易機関（WTO）加盟。税制改革や、外資を呼び込もうと誘致活動を行っている。外資の誘致については、インフラストラクチャーが脆弱であることが課題となっている。例えばアルバニアの電力は山がちな地形を生かした水力発電が支えており、水力で総発電量の98.8%を占めている。この水力については、施設の老朽化による電力不足が課題となっている。しかし近年では新規の水力発電所の建設、送電線網の更新が進み、2017年ごろからは長期の停電のような事態は都市部、地方を含めて起きにくくなっている。
ホッジャを首班とする独裁政権下では、国民は渡航規制、外国書物及び放送の規制を強いられており国民にとっては海外の文化や情報を得る手段は無に等しかった。1990年以降の市場開放により、同じヨーロッパに属する隣国イタリアの名物であるピザや、バナナといった果物を初めて知ったという国民もいた。
ユーロ圏への貿易、ギリシャ、イタリアへの出稼ぎが多くユーロ圏の経済に大きく影響を受ける構造である。

### 農業

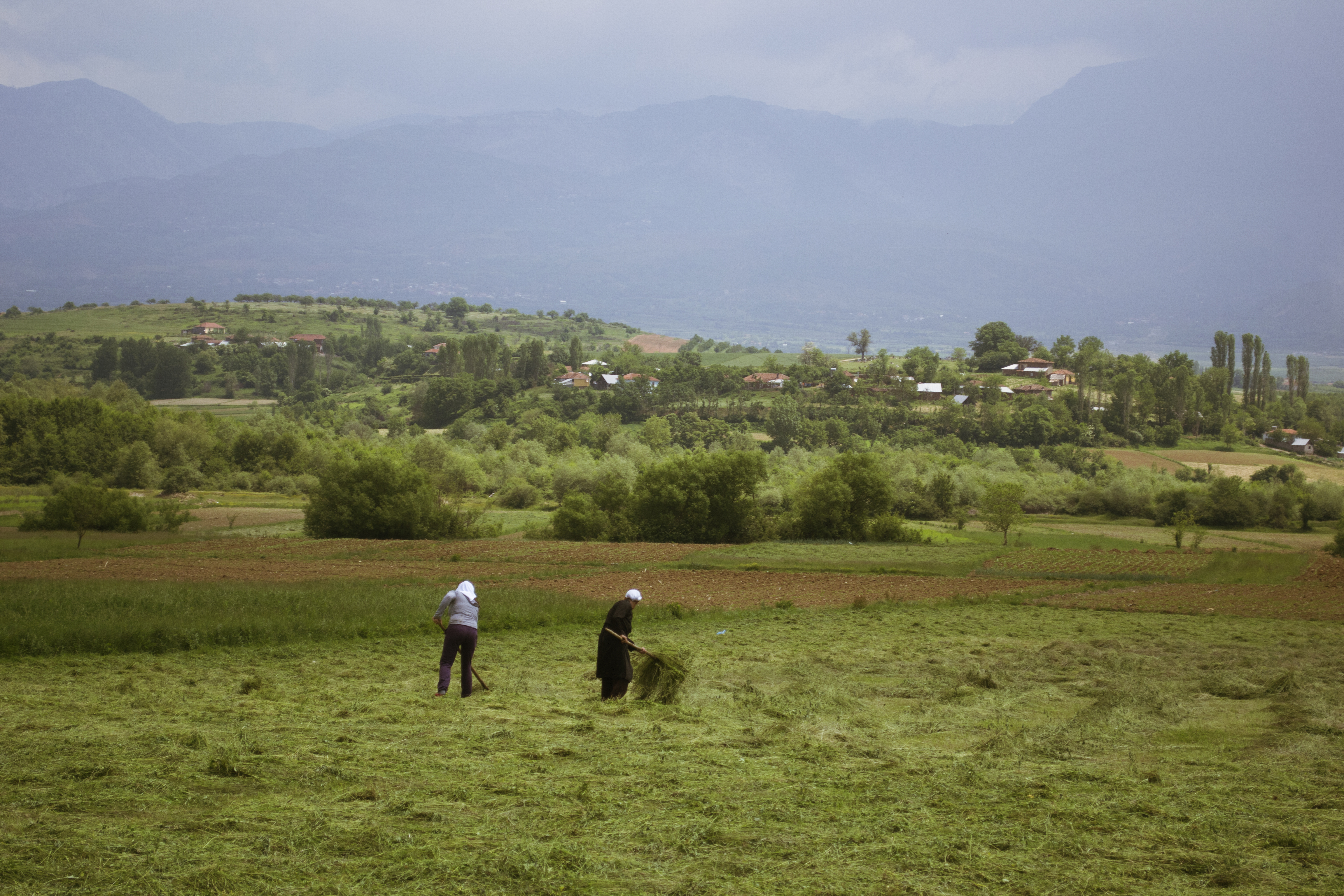
アルバニアの農家

アルバニアは山がちな地形にもかかわらず、国土に占める農地面積が25.5%と高い。伝統的に農業従事者の比率が高く、政府は農業以外の産業確立に苦心してきた。
1940年時点における農業人口の比率は85%であったが、1989年には55%、2004年時点では21%まで下がった。なお、農業人口の減少は同国の経済体制の変化にも原因がある。
1946年に創設された集団農場は成長を続け、1973年には全ての農場が集団化（社会主義化）された。しかしながら1991年に集団農業を放棄したことで、生産額が1年間に20%低下し、一時的に大打撃を受けている。その後、農業生産は持ち直し、労働生産性が向上した。
主な生産品目は主食の小麦、生産額は2004年時点で30万トンである。その他の麦や、トウモロコシやジャガイモの生産も盛ん。地中海性気候に適したオリーブやブドウ、桃、ザクロ、クルミ、レモン、メロン、オレンジ、スイカも生産している。
食糧自給率については、1995年時点では95%と発表されていたが、2003年時点では輸入に占める最大の品目が食料品（輸入の19.6%）となっている。一方、近年では農産物加工品の輸出も盛んになりつつある。

### 鉱業

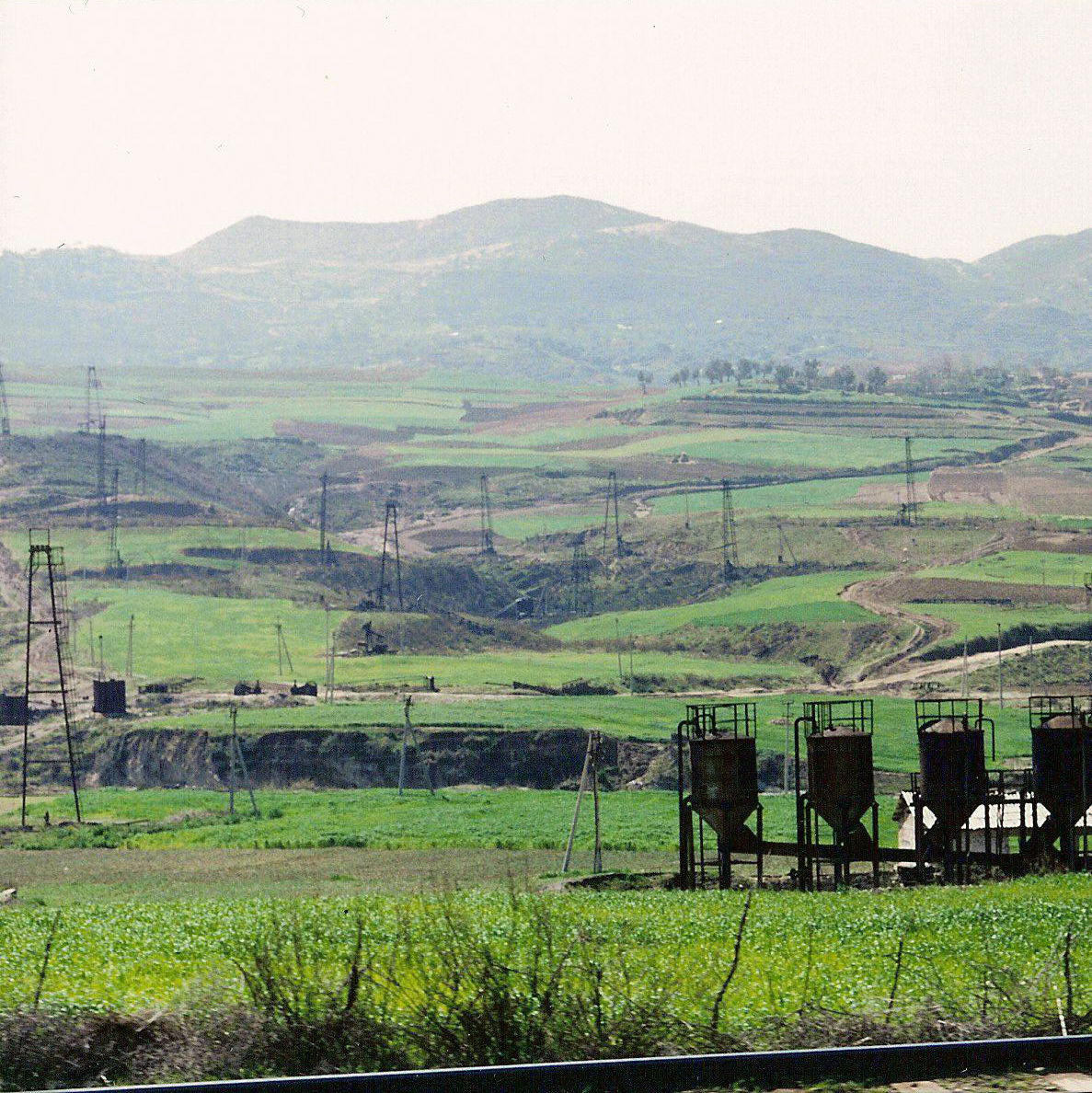
マラカスタル県の油田

鉱物資源はある が、長年の鎖国政策や、近年の社会的混乱によってインフラが乏しいため、生産は低調である。
典型的なのがクケス市など3カ所の鉱山から採掘されている同国第一の鉱物資源クロム鉱である。第二次世界大戦直前の1938年時点ではわずか7000トンだったクロム鉱の採掘量は、1970年代には世界第3位に達し、1987年には108万トンまで伸びた。しかし、1991年には50万トンに、2003年には9万トンまで落ち込んでいる。同じ傾向は銅鉱（1991年に至る5年間で銅鉱の産出量が半減）、ニッケルについても見られる。
有機鉱物は、品位の低い亜炭、原油、天然ガスを産出する。塩、石灰岩の生産も見られる。天然アスファルトは生産量こそ少ないものの、アルバニアの特産品として知られている。

### 工業
工業は、輸出については衣類を中心とした軽工業が主体である。繊維自体の生産は小規模であり、布・皮からの衣服の加工、縫製が主となる。アルバニアの輸出に占める工業製品の割合は82.6%（2003年）に達する。品目別に見ると衣類34.2%、靴などに用いる皮革26.1%であり、輸出工業品目の過半数を占める。この他の工業製品としては鉄鋼、卑金属が輸出に貢献している。
輸出相手国は、イタリアとの関係が深い（輸出の74.9%がイタリア向け）。イタリアの繊維産業と深く結びついた工業形態となっていることが分かる。イタリア企業向けのコールセンターが起業されるなど海外向けのサービス業の発展が近年では顕著である。

### 観光
2010年ごろから南部の海岸地帯を中心に観光業の発展が著しいものとなっている。特にブローラ県ではホテル、リゾートマンションが多数建設され、夏季には多くの国内外の観光客で賑わう。国民の多くが非常に世俗的なイスラム教徒であるため、レストランでのアルコールおよび豚肉料理の提供には制限はなく、内外の観光客で賑わっている。ビーチバー、カフェ、ストリップ劇場も多数営業し、イタリア、中国、ごくわずかながら日本といった海外からの直接投資も始まっている。観光業が経済的なエンジンの一つとなりつつある。

## 交通

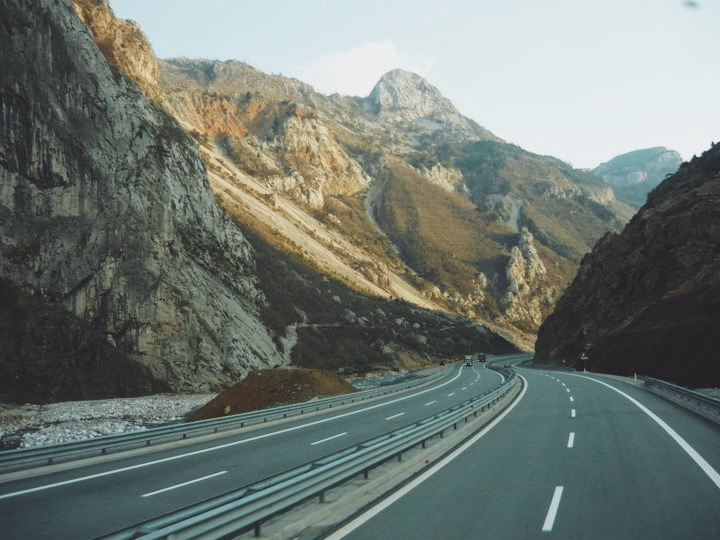
アドリア海沿岸部とアルバニア・アルプスを結ぶA1号線

アルバニア国内の交通は、インフラ・エネルギー省やアルバニア道路局 (ARRSH) 、アルバニア航空局 (AAC) が監督している。ARRSHは国内の高速道路や自動車専用道路の建設と維持管理に、AACは民間航空や国内の空港の調整に責任を負う。
ティラナ国際空港はアルバニアの主要な空の玄関口で、フラッグキャリアであるアルバニア航空のハブ空港でもある。ヨーロッパやアフリカ、アジア各地と連絡しており、2019年には330万人以上が利用した。政府はサランダ、ギロカスタル、ヴロラなどの南部を中心に、空港の新設を計画している。
国内の高速道路や自動車専用道路は適切に維持されており、しばしば建設工事や補修工事が行われる。そのうち最長の自動車専用道路で、交通の大動脈でもあるA1号線は、アドリア海岸のドゥラスからコソボのプリシュティナを経て、セルビアでパン・ヨーロッパ回廊10号線に接続する。A2号線はフィエルとヴロラを結んでおり、アドリア・イオニア回廊とパン・ヨーロッパ回廊8号線の一部をなす。A3号線は建設中だが、ティラナからエルバサンに至り、パン・ヨーロッパ回廊8号線に接続する予定である。これら3路線が全面的に完成すれば、アルバニアの自動車専用道路は推計759キロメートルにのぼり、すべての隣接国とつながることになる。
海運ではドゥラス港が最も大きく、これにヴロラ、シャンギン、サランダの各港が続く。ドゥラス港はアドリア海沿岸有数の旅客港で、2014年にはおよそ150万人が利用した。主要な港湾からはクロアチアやギリシャ、イタリアの島嶼や沿岸都市にフェリーが出ている。また、ティラナから30キロメートル、ドゥラス近くのポルトロマノに国内最大の軍民両用の港湾を建設中で、北大西洋条約機構 (NATO) 加盟国の艦艇も受け入れる計画である。
鉄道は、アルバニア鉄道が国内の路線を管理している。共産主義体制崩壊以降、自動車の所有台数が大幅に増加する一方で鉄道輸送は衰退している。ティラナおよびティラナ国際空港とドゥラスを結ぶ新たな鉄道路線が計画されており、国内最大の人口集中地帯を接続することになることから、重要な経済開発計画に位置づけられている。

## 国民

### 民族
アルバニア人が大部分であるが、国土の北部と南部では言語や風習に差異がある。南部にはギリシャ人などもいる他、国境付近にはマケドニア人やモンテネグロ人もいる。

### 言語
アルバニア語が公用語であるが、北部のゲグ方言と南部のトスク方言に分かれ、標準語はトスク方言に基づいている。歴史的な理由（社会主義時代にイタリアからのラジオを聴くなど）によりイタリア語を話せる高齢者が多い。義務教育課程での英語教育が導入されており若年層のほとんどは英語を話す。南部のサランダを中心とした地域に住むギリシャ系住民の間では、なまりの強いギリシャ語を話す人々もいる。

### 宗教

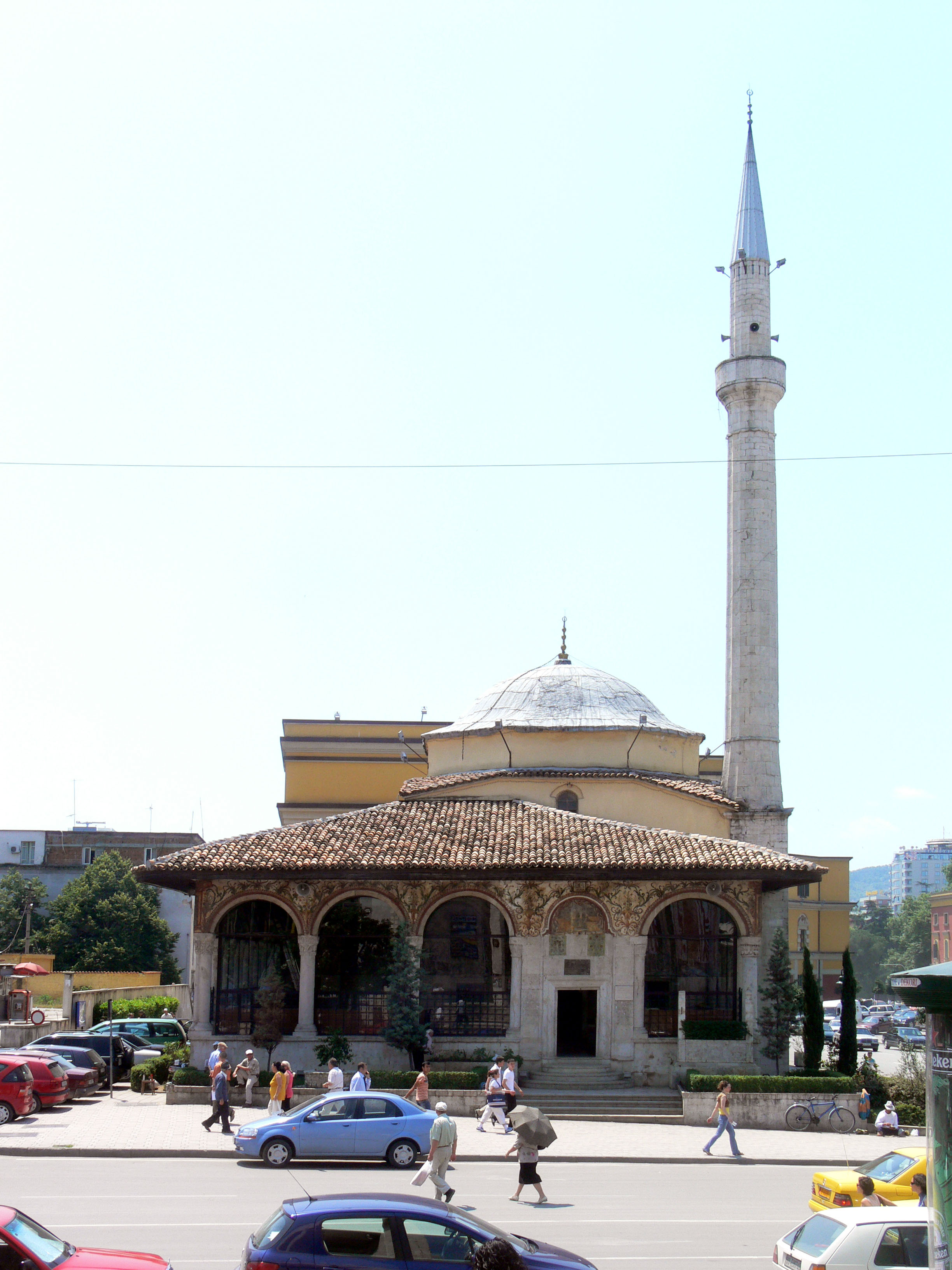
ティラナのジャーミア・エトヘム・ベウト

アルバニアの宗教を語る上で1967年の共産党政府が「無神国家（無神論国家）」を宣言したことが取り上げられる。マルクス・レーニン主義を国是とする国家では旧ソビエト連邦の首都モスクワにおける救世主ハリストス大聖堂の爆破（1931年）や中華人民共和国の文化大革命（1966-76年）など宗教弾圧は見られた。しかし、これらの国々であっても、宗教の弾圧は徹底されず、（一定の制限はあるが）寺院も宗教団体も存在して、信仰と宗教活動は容認されてきた。
| 宗教構成（アルバニア） | 宗教構成（アルバニア） | 宗教構成（アルバニア） | 宗教構成（アルバニア） | 宗教構成（アルバニア） |
| ---------------------- | ---------------------- | ---------------------- | ---------------------- | ---------------------- |
|                        |                        |                        |                        |                        |
| イスラーム教           | イスラーム教           |                        | 70%                    | 70%                    |
| アルバニア正教会       | アルバニア正教会       |                        | 20%                    | 20%                    |
| ローマ・カトリック     | ローマ・カトリック     |                        | 10%                    | 10%                    |

| 宗教構成（アルバニア、ワトソン研究所の調査より） | 宗教構成（アルバニア、ワトソン研究所の調査より） | 宗教構成（アルバニア、ワトソン研究所の調査より） | 宗教構成（アルバニア、ワトソン研究所の調査より） | 宗教構成（アルバニア、ワトソン研究所の調査より） |
| ------------------------------------------------ | ------------------------------------------------ | ------------------------------------------------ | ------------------------------------------------ | ------------------------------------------------ |
|                                                  |                                                  |                                                  |                                                  |                                                  |
| 特になし                                         | 特になし                                         |                                                  | 70.12%                                           | 70.12%                                           |
| 東方正教会                                       | 東方正教会                                       |                                                  | 10.33%                                           | 10.33%                                           |
| イスラーム教（スンニ派）                         | イスラーム教（スンニ派）                         |                                                  | 9.43%                                            | 9.43%                                            |
| ローマ・カトリック                               | ローマ・カトリック                               |                                                  | 8.09%                                            | 8.09%                                            |
| ベクタシズム（イスラム神秘主義の一つ）           | ベクタシズム（イスラム神秘主義の一つ）           |                                                  | 1.27%                                            | 1.27%                                            |
| プロテスタント                                   | プロテスタント                                   |                                                  | 0.6%                                             | 0.6%                                             |
| その他                                           | その他                                           |                                                  | 0.7%                                             | 0.7%                                             |

しかし、アルバニアは国内での激しい宗教対立を背景に1967年、共産圏では初めて、内外に「無神国家」を宣言した。これは国民全てがいずれの宗教も信仰しておらず、そのため国内にはいかなる宗教団体および宗教活動は存在しないという宣言である。この世界に類を見ない強力な宗教の弾圧と排除が特筆すべきものになったのは、当時のアルバニアの指導者エンヴェル・ホッジャが過激なスターリン主義者であったことと、アルバニアの国土面積と人口が旧ソ連や中国に比べて極めて小さかったこと、1970年代から鎖国体制に入ったことなどによる。そのため1970年代の鎖国体制以降、アルバニア国外では、アルバニアではどのような宗教が信仰されているのか、どのような宗教活動が行われているのかは、不明という状態となった。
1990年、信教の自由が認められた。現在では多くの人々が穏健で世俗的なムスリム、正教徒、カトリックであり、異なる宗教の信者間での結婚にいかなる制約もない。異教徒同士のカップルも少なくない。公式のデータは右記の通りである。
一方、最近では、信仰する宗教が特に無いという人々が多数派を占めているといわれている。ワトソン・インスティテュート（ワトソン研究所）の2004年度レポート『アルバニアにおける移民と民族集団-シナジーと相互依存』 でのデータは以下の通り。また、アメリカ合衆国の国務省が出した2007年度レポート『国際的な宗教の自由』 でも、国民は無宗教が多数派であることが述べられており、ワトソン研究所の調査と同じ形となっている。

### 婚姻
婚姻では、婚姻前の姓を保持する（夫婦別姓）か、配偶者の姓へ改姓し夫婦同姓とするか選択することが可能である。

### 教育
同国での初等・中等・高等教育は、主に州によって定められたものが多い。学年度は2学期に分かれていてアメリカ合衆国と類似しており、授業はほぼ9月か10月に開始され、6月か7月で終了する仕組みとなっている。
初等教育は1年生から9年生まで設けられており義務教育となっているが、ほとんどの生徒は中等教育まで継続されている。
なお、2015年時点でアルバニアにおける全体的な識字率は98.7％であり、男性の識字率は99.2％、女性の識字率は98.3％となっている。

## 治安
現時点において、大きな犯罪が同国内で発生したケースはあまり発表されていない。麻薬取引や犯罪組織の存在が指摘されているが、これらの犯罪に外国人が巻き込まれた例もほとんど報告されていない。
また、テロにおいては中東や北アフリカ諸国に拠点を有するイスラム系慈善団体などの支部や、コソボなどで民族主義を掲げる反政府勢力と関係を有する団体は存在するものの、現在のところ直接的な治安上の不安は少ないと考えられている。一方、シリアやイラクで聖戦（ジハード）のためにイラク・レバントのイスラム国（ISIL）などの反政府武装組織に参加した帰還兵の数名がアルバニアへ入国したとの報道もあり、同国におけるテロ行為の懸念は完全には払拭し切れておらず、警戒を求められているのが現状となっている。

## マスコミ

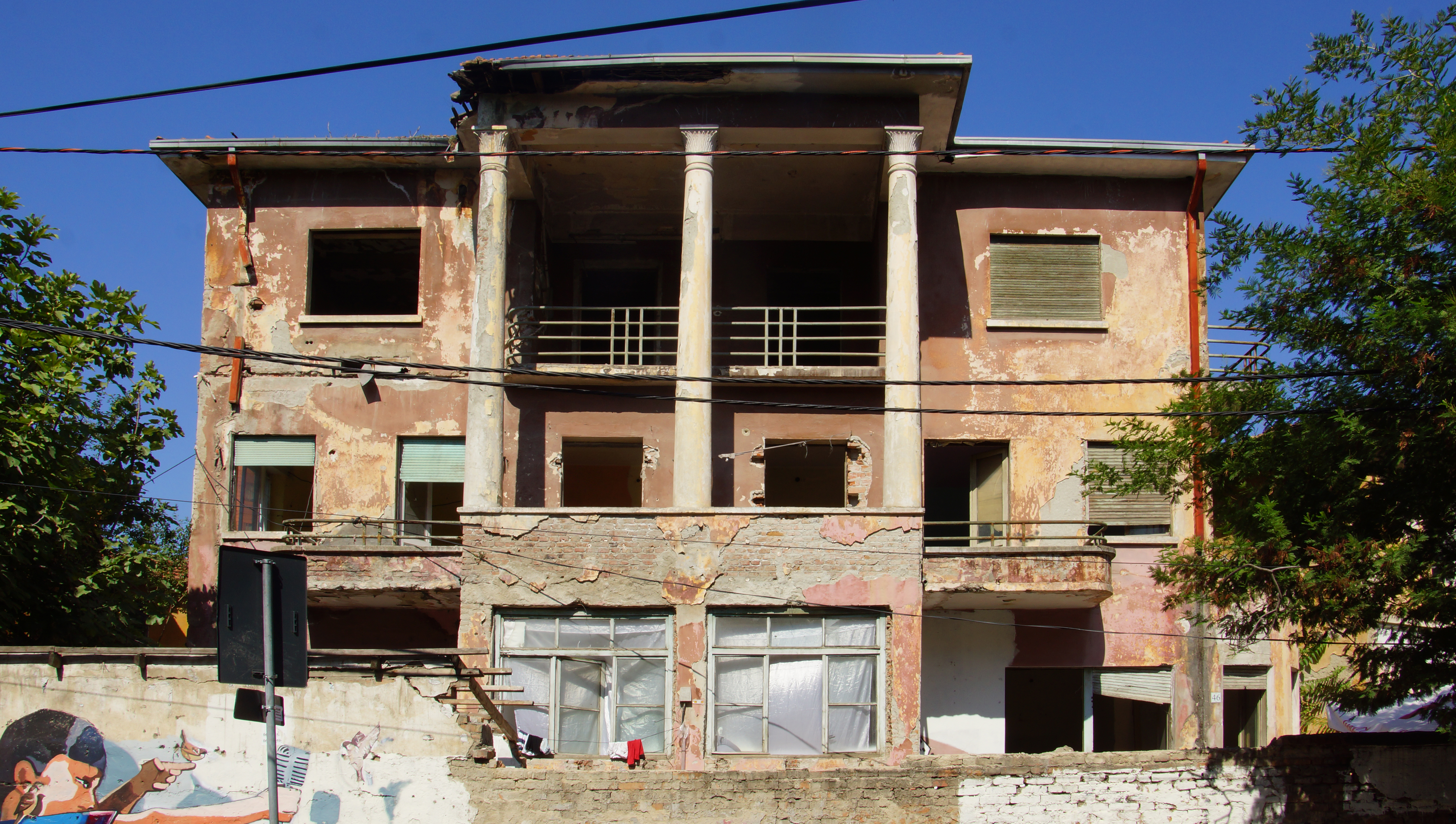
旧ラジオ・ティラナ本部。シュチプタルラジオ・テレビ (RTSH) の前身であるラジオ・ティラナは、第二次世界大戦前の1938年に発足した

アルバニアでは、憲法により出版、言論および表現の自由が保障されている。国境なき記者団が発表した2020年版の世界報道自由度ランキングでは84位で、2003年以降少しずつ順位を落としている。フリーダム・ハウスは、2020年の年次レポート Freedom in the World で、アルバニアにおける出版および言論の自由の状況を「部分的に自由」と評価した。
アルバニアの国営放送はシュチプタルラジオ・テレビ (RTSH) で、国内に多くのテレビおよびラジオ局を擁している。民放はトップ・チャンネル、テレヴィジョニ・クラン、ヴィジョン・プラスの3局が有力で、アルバニア国内のほか、コソボなど国外のアルバニア語圏でも視聴されている。

## 文化

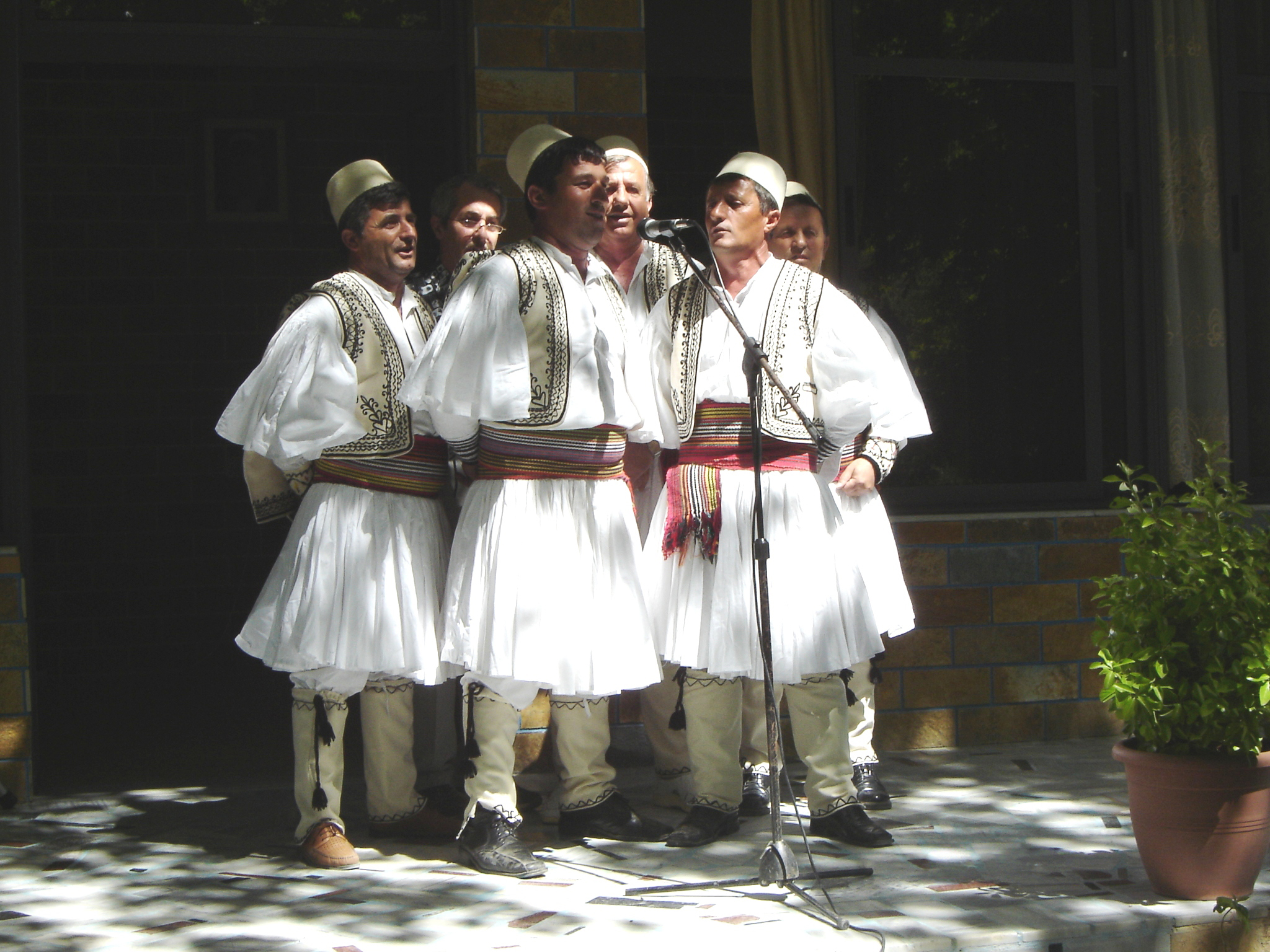
伝統的な男性フォークグループ（スクラパル県）。

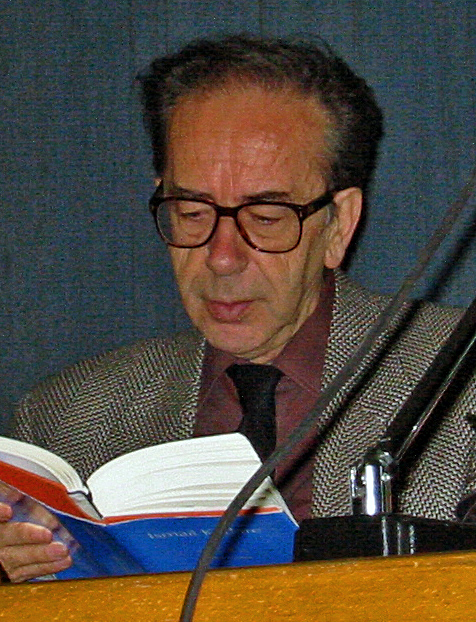
アルバニア文学の作家、イスマイル・カダレ。

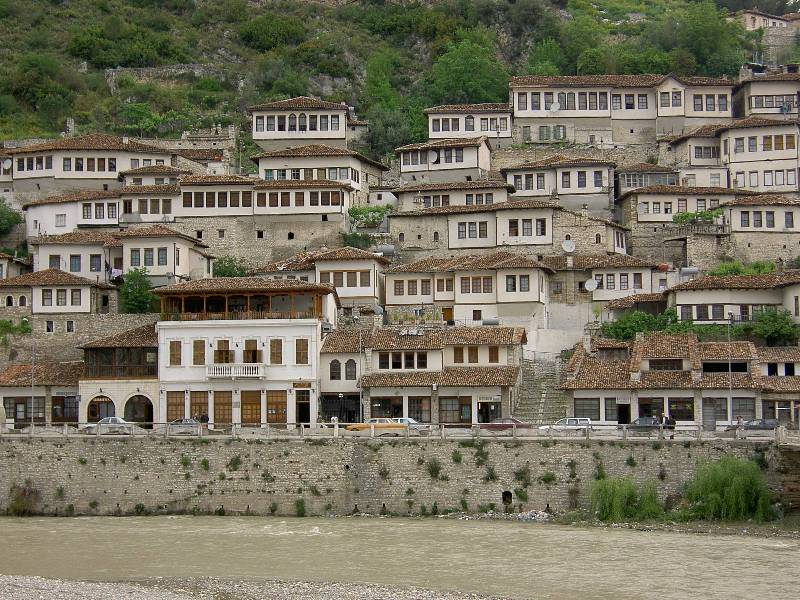
世界遺産、ベラト。

長期にわたるオスマン帝国の支配の影響から、「アルバニア人」という民族意識の形成とそれに基づく民族文化の育成が遅れた。アルバニア語の学校教育は1887年に初めて開始され、そのころから民族意識高揚による「アルバニア・ルネサンス運動」が起きた。
第二次世界大戦後の共産主義政権は、共産主義のイデオロギー的影響を強く受けながらも、強力な民族主義的立場で国民の啓蒙と文化水準向上に関する政策を展開した。地中海周辺の諸民族と比べ、比較的に温厚で忍耐強いといわれるが、家父長制的な伝統の要素が社会に残っており、女性の地位向上運動が続いている。

### 文学
- イスマイル・カダレ

### 世界遺産
アルバニア国内には、国際連合教育科学文化機関（UNESCO）の世界遺産リストに登録された文化遺産が2件、自然遺産が1件、複合遺産が1件、暫定リストが4件存在する。

### 祝祭日
| 日付             | 日本語表記           | 現地語表記          | 備考               |
| ---------------- | -------------------- | ------------------- | ------------------ |
| 1月1日、1月2日   | 元日                 | Viti i Ri           |                    |
| 3月22日          | 新年の日（春分の日） | Nevruz              |                    |
| 移動祝日         | カトリックの復活祭   | Pashkët Katolike    | 日付は復活祭参照。 |
| 移動祝日         | 正教会の復活祭       | Pashkët Ortodokse   | 日付は復活祭参照。 |
| 5月1日           | メーデー             | Një Maji            |                    |
| 10月19日         | マザー・テレサの日   | Dita e Nënë Terezës |                    |
| 11月28日         | 独立記念日           | Dita e Pavarësisë   |                    |
| 11月29日         | 解放記念日           | Dita e Çlirimit     |                    |
| 12月25日         | クリスマス           | Krishtlindje        |                    |
| イスラム暦による | 犠牲祭               | Bajrami i Vogël     | 移動祭日           |
| イスラム暦による | ラマダーン明け大祭   | Bajrami Madh        | 移動祭日           |

### スポーツ
サッカー
アルバニア国内ではサッカーが最も人気のスポーツとなっており、1930年にサッカーリーグのカテゴリア・スペリオレが創設された。アルバニアサッカー連盟（FSHF）によって構成されるサッカーアルバニア代表は、これまでFIFAワールドカップには未出場である。しかし、UEFA欧州選手権には2016年大会で初出場を果たしている。近年はイタリア・セリエAで活躍する選手を輩出しており、トーマス・ストラコシャとエルセイド・ヒサイがいる。

## 著名な出身者
- スカンデルベグ - 君主
- ゾグー1世 - 大統領、国王
- エンヴェル・ホッジャ - 政治家
- イスマイル・カダレ - 小説家
- ジョン・ベルーシ - 俳優、コメディアン
- ジェームズ・ベルーシ - 俳優、コメディアン
- エリオン・ボグダニ - 元サッカー選手
- ロリック・カナ - 元サッカー選手
- トーマス・ストラコシャ - サッカー選手
- エルセイド・ヒサイ - サッカー選手